# Caja de Previsión de la Defensa Nacional
CAPREDENA (Caja de Previsión de la Defensa Nacional) es una institución de seguridad social chilena, fundada el 9 de septiembre de 1915, por Ley N° 3029 que crea la “Caja de Retiro y Montepío de las Fuerzas de la Defensa Nacional”. El 5 de febrero de 1953 mediante el Decreto con Fuerza de Ley N° 31, pasa a denominarse “Caja de Previsión de la Defensa Nacional”.
Es uno de los Servicios de la Administración Descentralizada del Estado de Chile que conforman el Poder Ejecutivo, con personalidad jurídica y patrimonio propio. Se rige por la Ley de Presupuesto del Sector Público, que es aprobada anualmente por el Congreso Nacional (Poder Legislativo).
En cuanto a sus objetivos y actividades institucionales, está sujeta a la supervigilancia del Ministerio de Defensa Nacional.
Desde el punto de vista presupuestario y en razón a su carácter previsional, depende del Ministerio del Trabajo y Previsión Social.

## Origen

Ejército de Chile.

La labor previsional de la Caja de Previsión de la Defensa Nacional de Chile comienza en el año 1879, cuando producto de la Guerra del Pacífico se crea la "Sociedad Protectora de viudas y huérfanos de los mártires de la Patria" con el objeto de proteger a los inválidos, a las viudas, a los huérfanos, y a las demás personas que quedaren en desamparo por motivo de la guerra que sostiene la República. Esta Sociedad se denominará La Protectora, tendrá su domicilio en Valparaíso i durará por el término que determina su objeto, según decía su Acta fundacional.
Pero no es sino el 9 de septiembre de 1915 en que se promulgó la Ley N° 3029, la cual crea la Caja de Retiro y Montepío para el personal de Ejército y de la Armada, como una sección de la Caja Nacional de Ahorros, en cuyo Consejo se integran dos miembros del Ejército de Chile y dos de la Armada de Chile. Este documento jurídico es la norma legal que da origen a la Caja de Previsión de la Defensa Nacional de Chile, CAPREDENA, y por tanto, este es considerado como su documento fundacional. Esta norma legal fue promulgada siendo Presidente de Chile S.E. don Ramón Barros Luco y su Ministro de Guerra y Marina Don Guillermo Soublette Garín. La Ley n° 3029, en su artículo 1° decía "Créase para el Ejército y la Armada Nacional una Caja de Retiro y Montepío de los oficiales de guerra y mayores, de la gente de mar y de tropa contratada, que tendrá a su cargo el pago de las pensiones de retiro y montepío que se decreten con posterioridad a la fecha de la promulgación de la presente ley".
Hoy en día además de cancelar las "Pensiones al Personal en Retiro" del Ejército, Armada y Fuerza Aérea de Chile, administra el "Fondo de Desahucio", con el cual se paga dicho beneficio, el "Fondo de Auxilio Social" que permite que los imponentes obtengan préstamos de auxilio y habitacionales.
Se ha incorporado la "Administración del Fondo de Medicina Curativa", orientado a financiar las atenciones de salud de los pensionados y sus cargas familiares, el desarrollo de "Centros de Salud y Rehabilitación", la instauración de un "Fondo Solidario" cuyo objetivo es generar un sistema de seguros complementarios a la bonificación de salud.

Armada de Chile.

## Funciones y beneficios

### Funciones
- Pago de pensiones, Desahucio y Cuota Funeraria.
- Prestaciones de Salud.
- Pago de bonificaciones de los Gastos en Salud.
- Beneficios de Asistencia Social

### Beneficios Previsionales
- Pensión de Retiro.
- Desahucio.
- Asignaciones Familiares.
- Pensión de Montepío cuando corresponda.